# Pachybrachis pinicola
Pachybrachis pinicola är en skalbaggsart som beskrevs av Medvedev in Rouse och Medvedev 1972. Pachybrachis pinicola ingår i släktet Pachybrachis och familjen bladbaggar. Inga underarter finns listade i Catalogue of Life.